# Tango i Cash
Tango i Cash (títol original: Tango and Cash), és un pel·lícula estatunidenca de Andrei Mikhalkov-Kontxalovski i Albert Magnoli, estrenada l'any 1989. Ha estat doblada al català.

## Argument
Dos policies que es disputen el títol de « millor policia de Los Angeles » són les víctimes d'un complot organitzat per un baró de la droga i del tràfic d'armes. Cash el instintiu i Tango el cerebral han d'oblidar les seves rivalitats amb la finalitat de rentar el seu honor, s'han d'evadir de la presó, provar la seva innocència i deixar fora de circulació el traficant i la seva organització.

## Repartiment
- Sylvester Stallone: « Ray » Tango
- Kurt Russell: Gabriel « Gabe » Cash
- Teri Hatcher: Katherine « Kiki » Tango
- Jack Palance: Yves Perret
- Brion James: Tauró
- Geoffrey Lewis: Capità Shroeder
- Michael J. Pollard: Owen
- Lewis Arquette: Wyler
- James Hong: Quan
- Marc Alaimo: Lopez
- Michael Jeter: Skinner
- Phil Rubenstein: El director adjunt Warden Matt Sokowski
- Clint Howard: Slinky
- Robert Z'dar : Face
- David Byrd: El jutge McCormick
- Richard Fancy: Nolan
- Edward Bunker: Capità Holmes
- Bing Russell: Van Driver
- Saveli Kramarov: propietari del cotxe

## Banda original
- Best of What I Got - Bad English
- Let the Day Begin - The Call
- Don't Go - Yazoo
- Poison - Alice Cooper
- It's No Crim - Kenneth « Babyface » Edmonds
- Harlem Nocturne - Darktown Strutters

La banda original del film, composta per Harold Faltermeyer, ha estat comercialitzada per primera vegada el 30 de gener de 2007 per la-La Land Rècords, amb només 3 000 exemplars.

## Al voltant de la pel·lícula
- Albert Magnoli reemplaça Andrei Konchalovsky en la direcció, sense sortir als crèdits ;[3]
- El personatge interpretat per Stallone fa una al·lusió irònica a Rambo, igualment interpretat per l'actor : « Rambo, és gai.
- Patrick Swayze havia d'encarnar el paper de Cash, però demanava un salari massa elevat i no va ser contractat.